# Michael Rechner
Michael Rechner (27 de mayo de 1980, Mosbach, Alemania Occidental) es un exfutbolista profesional alemán que trabaja como entrenador de porteros en el Bayern de Múnich.

## Carrera
Rechner nació en Mosbach, Alemania Occidental. Comenzó jugando en la juventud de SV Schefflenz, posteriormente se transfirió a la academia juvenil del conocido SV Waldhof Mannheim. Durante ese tiempo también hizo tres apariciones con la selección nacional sub-18 de Alemania  Su debut fue en 1998 en el partido internacional contra Irlanda del Norte (0-0). En 1999, Rechner firmó un contrato con Hamburgo SV, donde entrenó con el equipo profesional (por ejemplo, con el portero Hans-Jörg Butt) y jugó para el equipo sub-23 en la Regionalliga North. En 2001, Rechner fue transferido al VfR Mannheim, que jugaba en la Regionalliga Süd.
Después de 34 juegos con el VfR Rechner, regresó a Waldhof Mannheim en 2002, donde apareció en siete juegos en la 2. Bundesliga y dos veces en la DFB-Pokal. Sin embargo, el equipo con los entrenadores Andy Egli, Walter Pradtand y Stefan Kuntz descendió a la tercera división después de esa temporada.
Luego se fue al ambicioso equipo de la Regionalliga del FC Sachsen Leipzig . Jugó 25 veces.
En 2004, Rechner decidió poner fin a su carrera profesional. Comenzó a estudiar ciencias del deporte en la Ruprecht-Karls-Universität Heidelberg. Al mismo tiempo jugó semiprofesional para el 1. FC Schweinfurt 05, SV Waldhof Mannheim y en su último partido con el FC Zuzenhausen. Terminó sus estudios con su tesis de maestría “El perfil de requisitos y la metodología moderna de entrenamiento de un portero”.
En 2008, comenzó a trabajar como Coordinador de Porteros para el TSG 1899 Hoffenheim. Sus responsabilidades fueron la concepción, el entrenamiento y la exploración de los porteros. Entrenó en solitario a los porteros de la sub-23 y la sub-19 hasta 2014. Además, posee la UEFA Coach-A-License. En 2016-17 participó en el proyecto piloto de la DFB "UEFA A-Goalkeeping A-License".
Desde que Rechner fue responsable del primer equipo del Hoffenheim, Oliver Baumann ha jugado de forma continua e indiscutible como el número 1 del equipo de la Bundesliga. En 2020, Baumann fue invitado a unirse a la selección absoluta alemana por primera vez. Además, el 1899 Hoffenheim generó ganancias millonarias con la venta de porteros como Koen Casteels (al VfL Wolfsburgo), Marvin Schwäbe (al Bröndby Kopenhagen) y Gregor Kobel (al VfB Stuttgart). Los entrenadores de porteros Steffen Krebs (VfB Stuttgart), Marjan Petkovic (SV Wehen), Fabian Otte (Borussia Mönchengladbach) y Dennis Neudahm (1. FC Nürnberg) encontraron su camino hacia el sector profesional a través de 1899 Hoffenheim.
De 2009 a 2018, Rechner fue instructor de entrenamiento de porteros en Badischer Fußballverband y desde 2010 ponente para Deutscher Fußball-Bund. Mientras tanto, daba conferencias sobre porteros en todo el mundo.
En 2011, Rechner inició su proyecto "Desarrollo de porteros" con el desarrollo de un software específico para porteros. Desde su lanzamiento al mercado en 2015, numerosos equipos profesionales nacionales e internacionales, así como muchos entrenadores de porteros amateurs y juveniles lo están utilizando. En 2017, Rechner fundó Goalkeeping Development GmbH, con muchas otras ofertas relacionadas con el juego de porteros.
En octubre de 2021, Rechner se convirtió en el entrenador de porteros de la selección de Turquía de forma interina bajo la dirección del entrenador Stefan Kuntz. Mientras que el 8 de febrero de 2023 se incorporó al cuerpo técnico de Julian Nagelsmann en el Bayern de Múnich.